# Afromygale pinnipalpis
Espèce
Afromygale pinnipalpis est une espèce d'araignées mygalomorphes de la famille des Pycnothelidae.

## Distribution
Cette espèce est endémique de Tanzanie. Elle se rencontre vers Arusha.

## Description
Le mâle holotype mesure 14,80 mm.

## Publication originale
- Zonstein, 2020 : « On Afromygale, a new mygalomorph spider genus from East Africa (Araneae: Pycnothelidae). » Israel Journal of Entomology, vol. 50, no 1, p. 131-146.